# Sietuń (komputer)
Sietuń (ros. Сетунь) – trójstanowy komputer stworzony w 1959 roku w Związku Radzieckim, jeden z pierwszych komputerów używających trójwartościowej logiki w przeciwieństwie do powszechnie używanej logiki binarnej.
Sietuń został zaprojektowany na Uniwersytecie Moskiewskim przez zespół pod kierownictwem Nikołaja Brusencowa i  Siergieja Sobolewa, z udziałem Je. A. Żogoliewa, W. W. Wierigina, S. P. Masłowa, A. M. Tiszilina. Produkcję tego komputera podjął Kazański Zakład Maszyn Matematycznych – w latach 1961–1965 wykonano 46 (lub 47) tych maszyn.
Charakterystyczna pamięć operacyjna wykorzystywała zrównoważony system liczbowy trójkowy i składała się z 81 słów pamięci, każde słowo składało się z 18 trytów(cyfr potrójnych) z dodatkowymi 1944 słowami na bębnie magnetycznym (łącznie około 7KB). W latach 1965–1970 na Uniwersytecie Moskiewskim zastąpiono go zwykłym komputerem binarnym. Chociaż ten zastępczy komputer binarny działał równie dobrze, był 2,5 razy droższy od Setuna.
W 1970 roku opracowano nową architekturę komputera trójkowego – Setun-70, w którym zaimplementowano idee programowania strukturalnego zaproponowane przez Edsgera W. Dijkstra. Zestaw instrukcji procesora został opracowany i zaimplementowany przez Nikołaja Brusencowa niezależnie od architektury RISC.